# اوستروجت
اوستروجت (به انگلیسی: Austrojet) یک شرکت هواپیمایی است که در تاریخ ۲۰۰۸ میلادی تأسیس شده است. دفتر مرکزی اوستروجت در زالتسبورگ، اتریش واقع شده‌است و قطب این شرکت هواپیمایی در فرودگاه زالتسبورگ قرار دارد.